# Haus und Garten Claude Monet

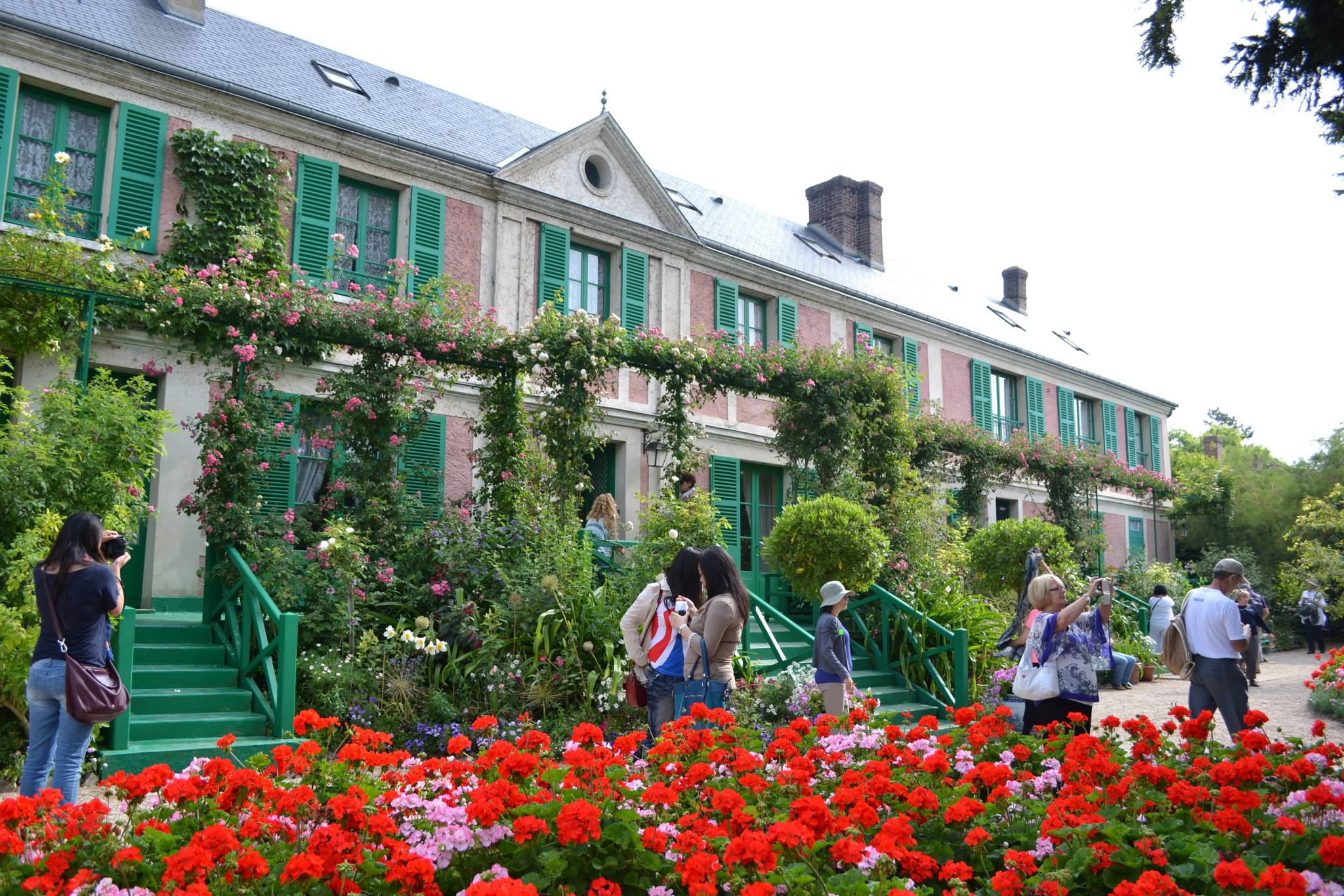
Das Haus Monets, 2014

Haus und Garten Claude Monet ist eine Bezeichnung für das von der Fondation Claude Monet in dem französischen Dorf Giverny im Département Eure (Normandie) verwaltete ehemalige Domizil des impressionistischen Malers Claude Monet (1840–1926).

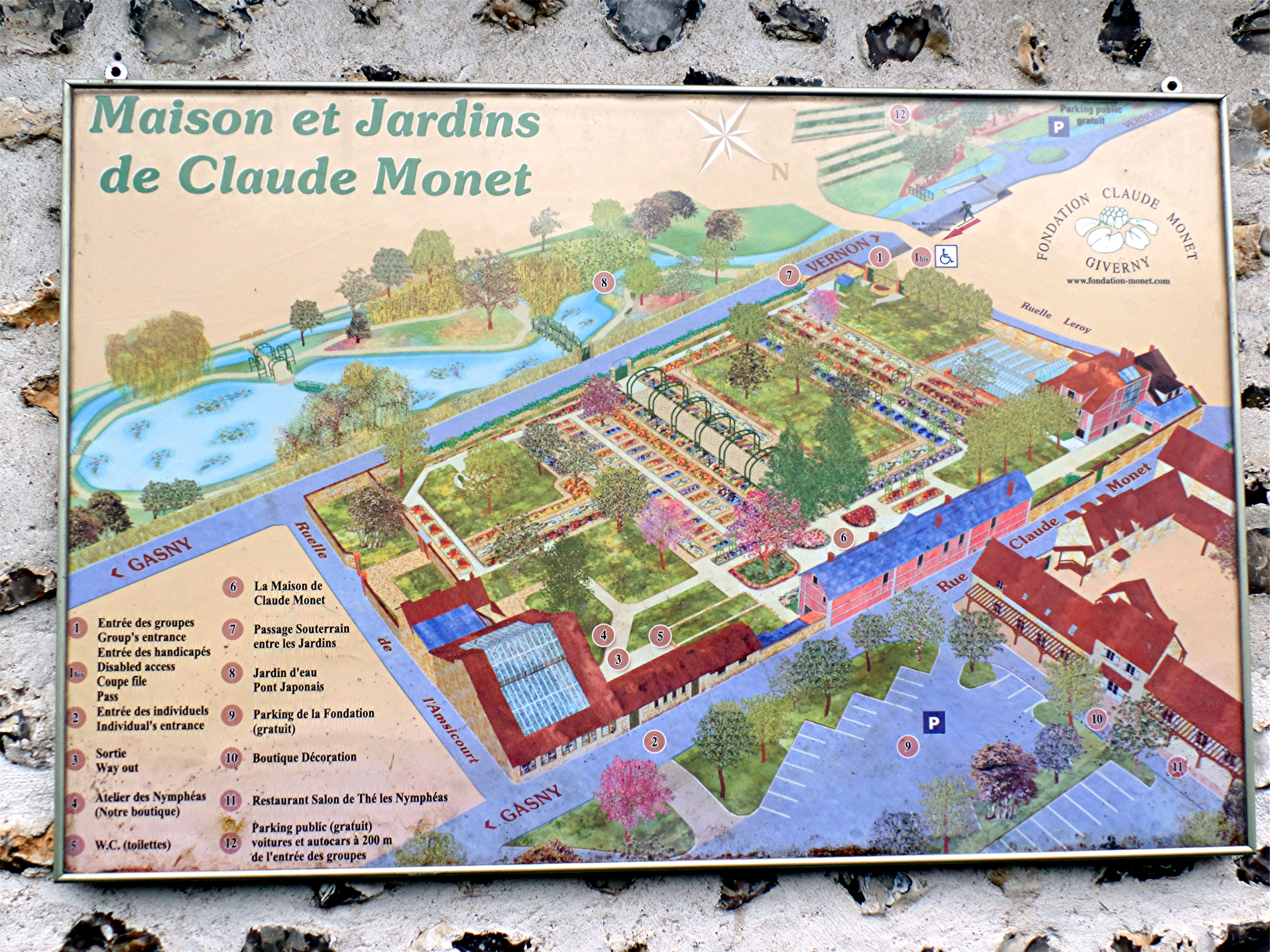
Öffentlich im Gartenkomplex ausgestellte Informationstafel

Der Künstler mietete das Haus im Mai 1883 und legte dahinter zunächst den clos normand genannten Ziergarten an, den er mit einer  wuchernden Blumenpracht überzog. Im November 1890 war es ihm möglich, das Haus und das Grundstück zu kaufen. 1893 erweiterte Monet den Garten, den mittlerweile sechs Gärtner pflegten, um ein Stückchen Land an der Epte. Dort entstand in den folgenden Jahren der sogenannte jardin d’eau oder Wassergarten mit dem von einer Brücke nach japanischem Vorbild überspannten Seerosenteich, der Monet sehr häufig als Motiv diente.
Monet liebte die Gartenkunst, las Fachliteratur und besuchte Gartenausstellungen. Der Garten diente ihm nicht nur zur Erholung, sondern inspirierte ihn auch für seine Gemälde.
Das Haus, der Garten und das Atelier kamen 1966 als Stiftung des Maler-Sohnes Michel Monet in den Besitz der Académie des Beaux-Arts. Nach entsprechenden Renovierungsarbeiten kann das Anwesen seit 1980 besichtigt werden. Es ist neben dem 2009 eröffneten Musée des impressionnismes Giverny die Hauptsehenswürdigkeiten des Ortes.

## Gemälde Monets und Fotografien

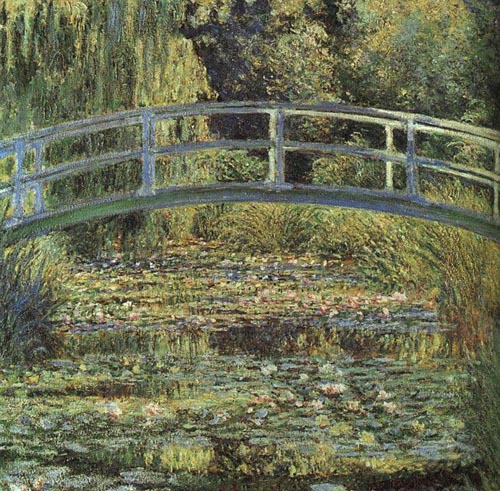
Monet: Le Bassin aux nymphéas, harmonie verte, 1899, National Gallery (London)
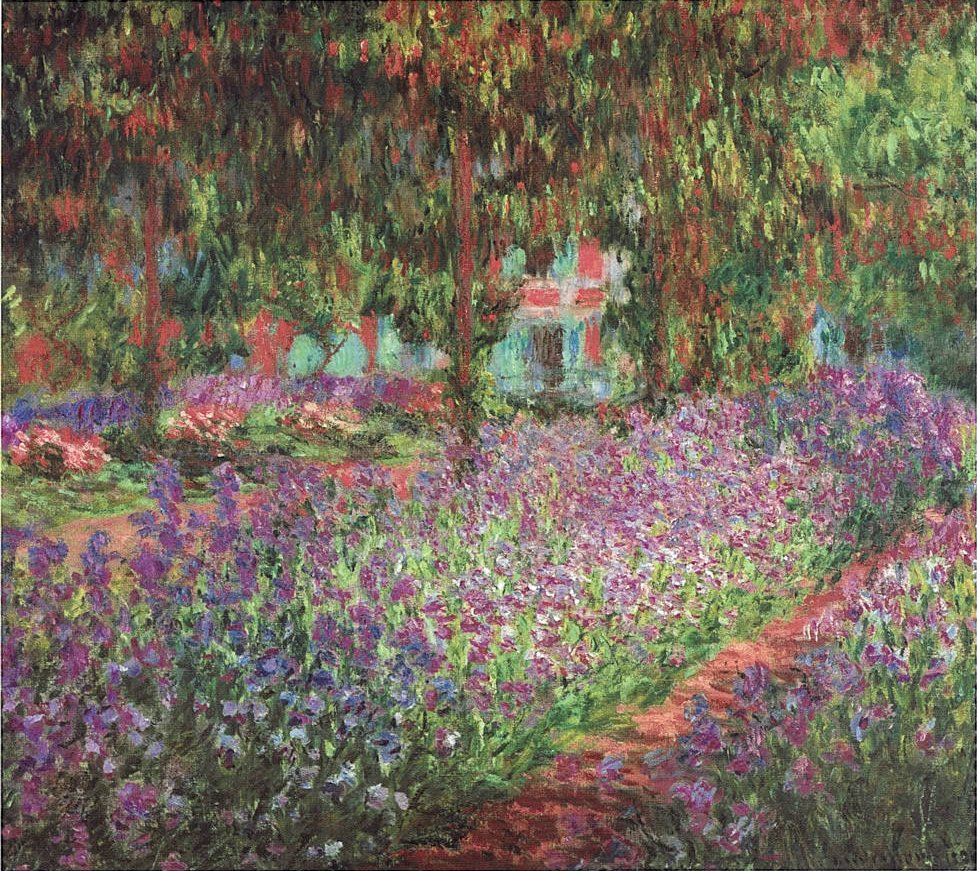
Monet: Le Jardin de l'artiste à Giverny, 1900, Musée d’Orsay, (Paris)
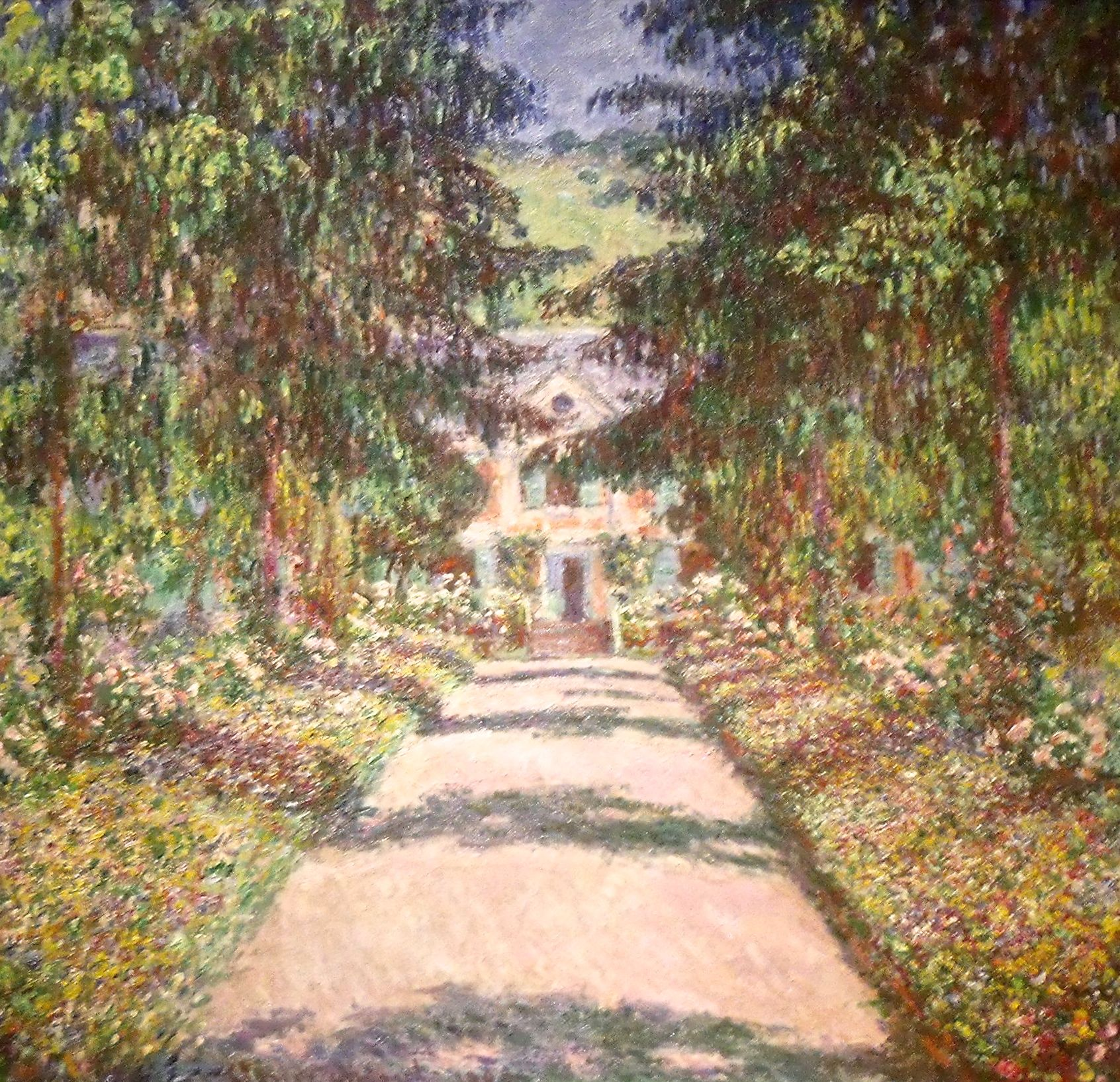
Monet: La grande allée à Giverny, 1900, Musée des beaux-arts de Montréal
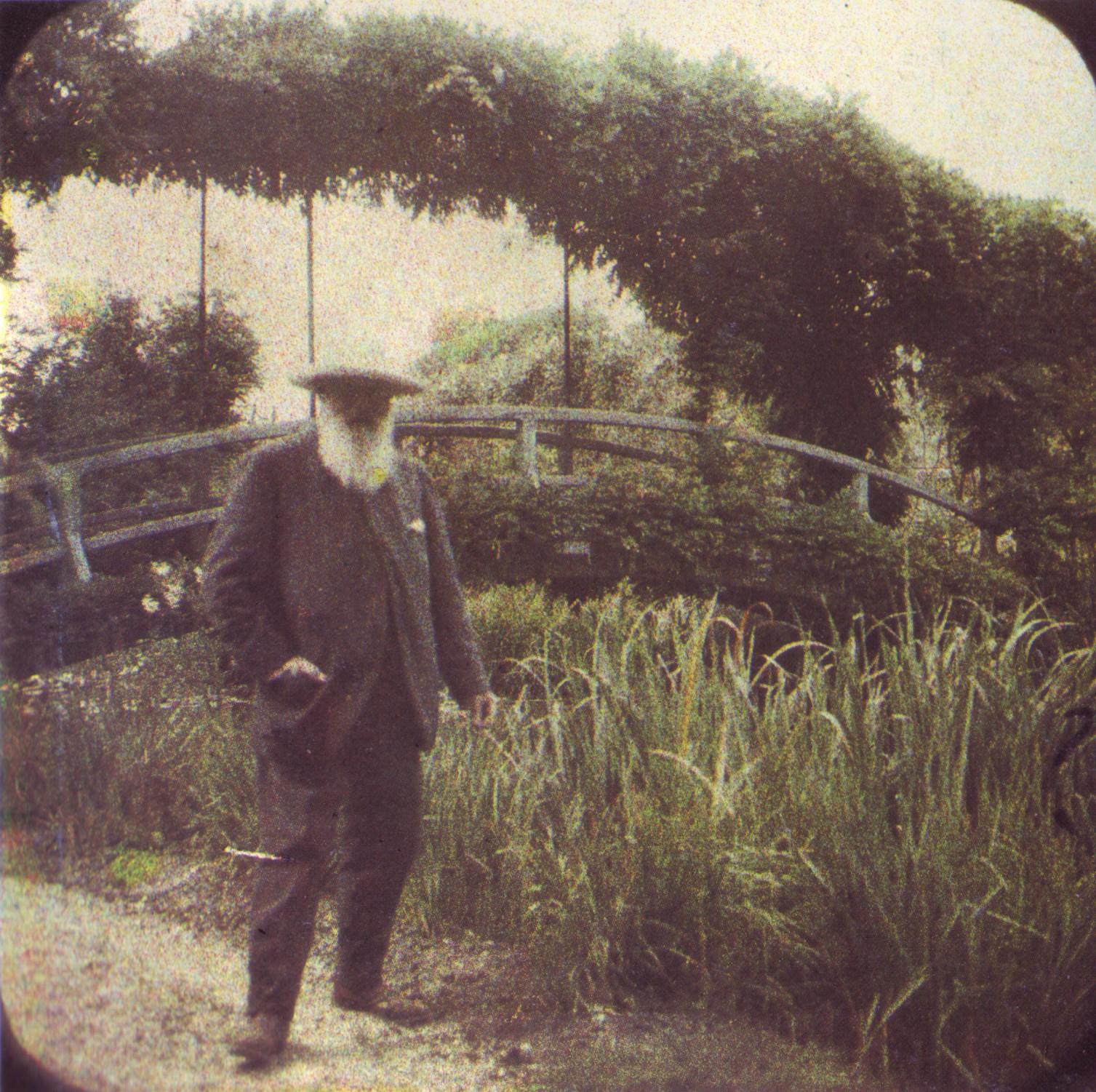
Amateurfotografie, 1917
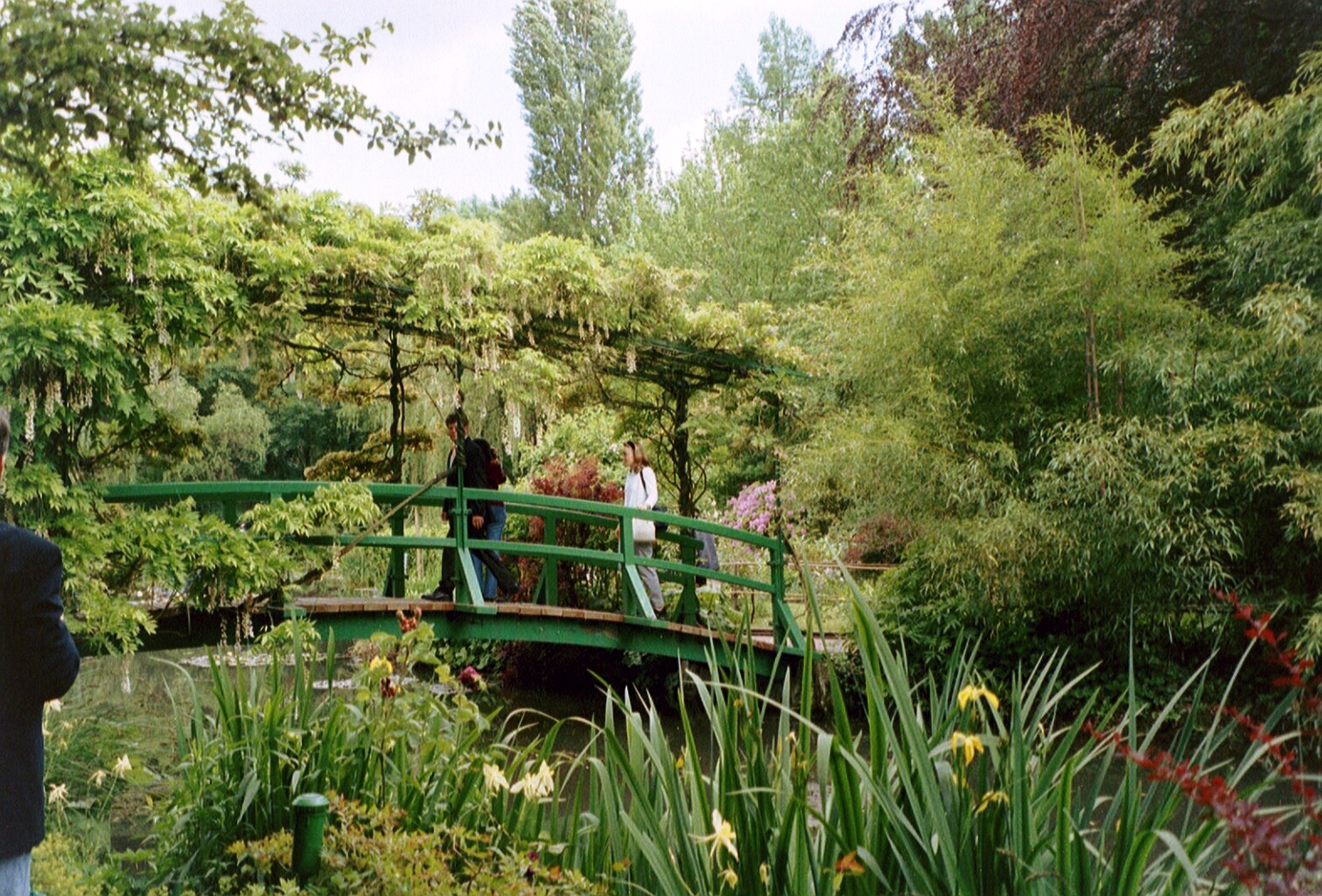
Brücke im Garten von Giverny, 2002
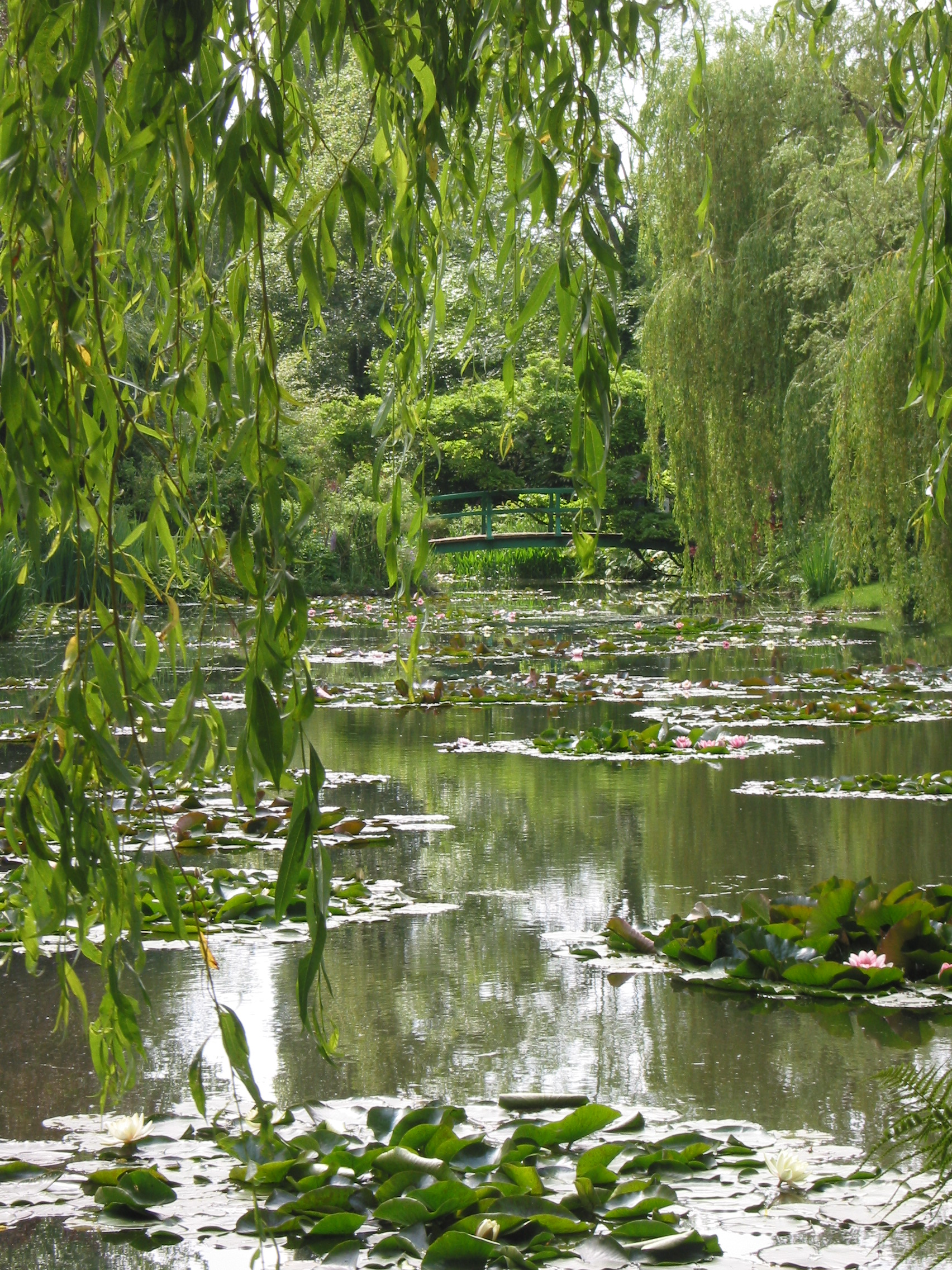
Monets Garten in Giverny, Mai 2002
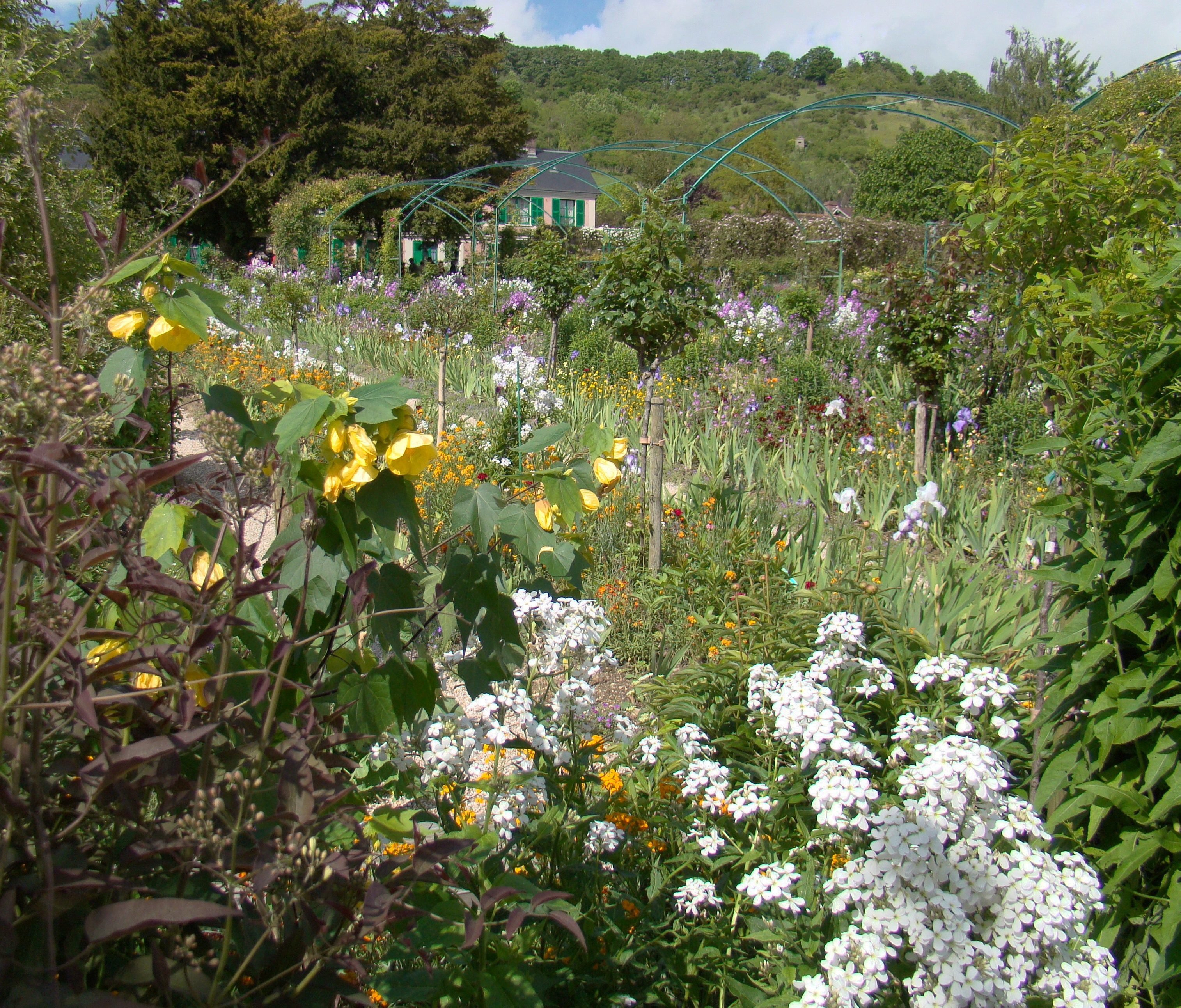
Der obere Garten, Mai 2009
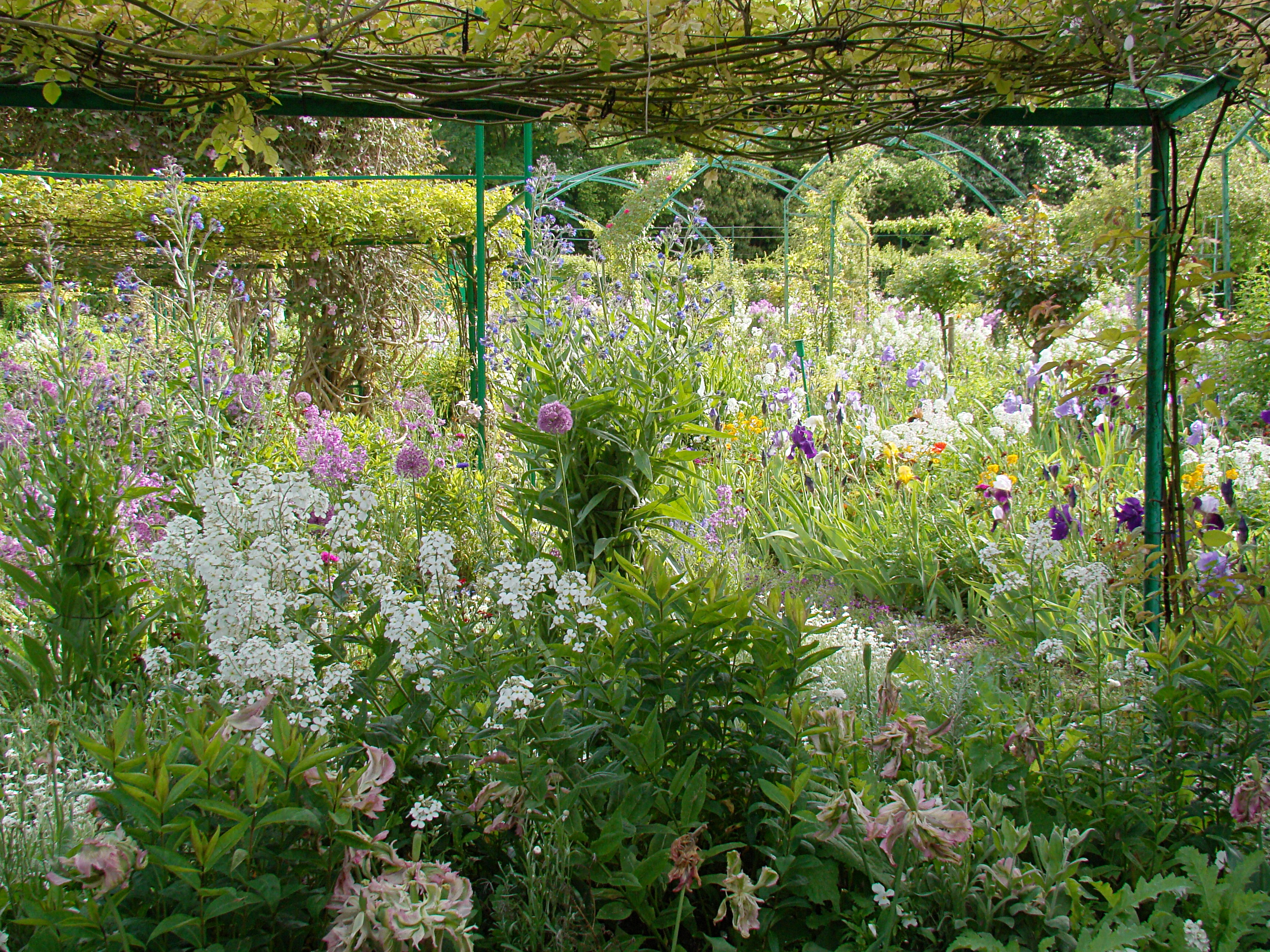
Pergola, Mai 2009
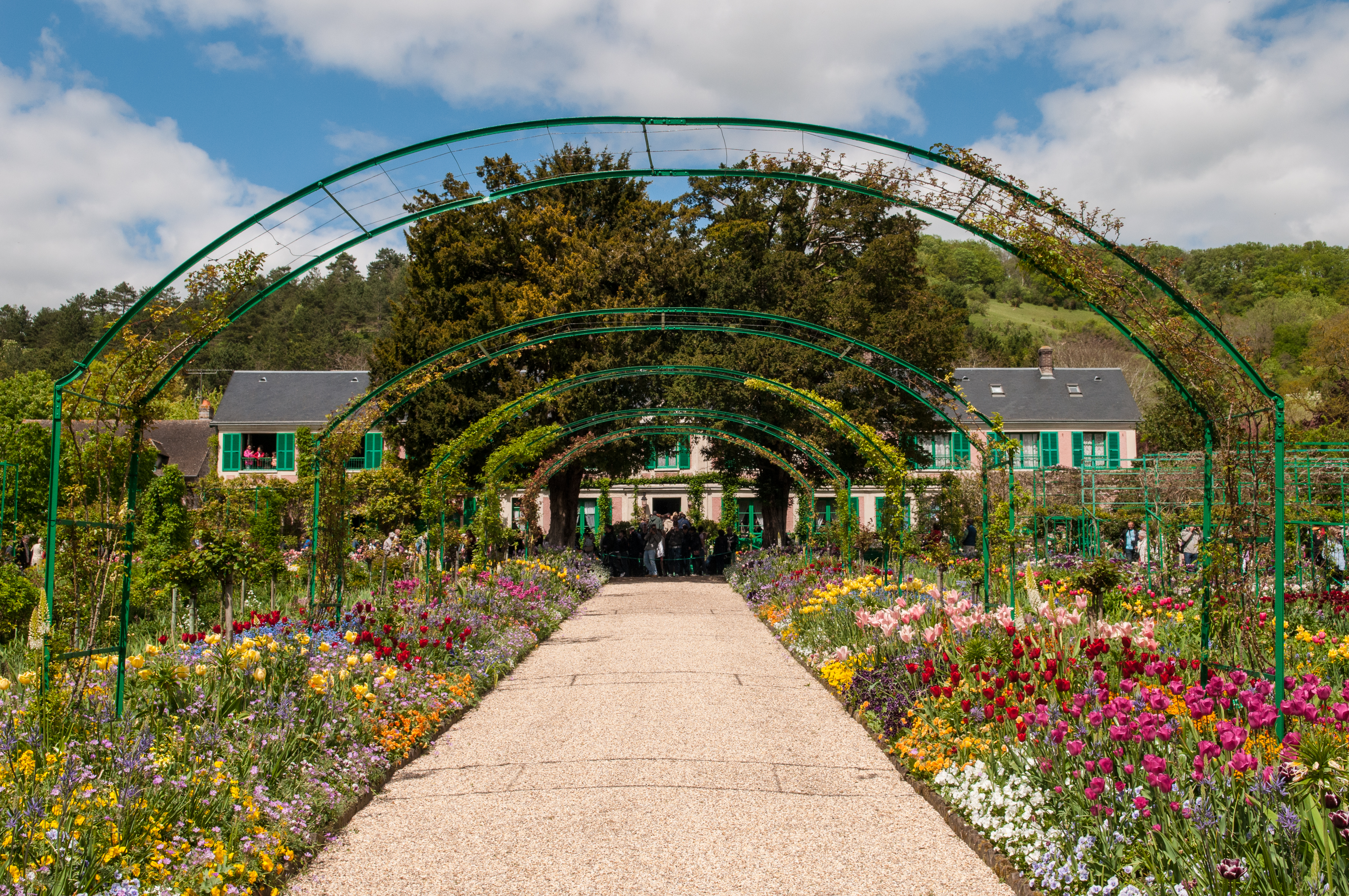
Haus und Garten, 2013